# Bsim
bsim（ビーシム）は、福岡県福岡市中央区天神にあるエヌディエステレコムが事業者向けにLTEを提供するMVNOサービスである。MVNO届出番号は、H-01-01566である。

## 提供サービス
2020年7月現在、IoTやM2Mで利用可能な上り専用データsimと、テレワーク等々での利用に適した下りデータsimを提供している。NTTドコモのバックボーンを利用しているため、提供エリアはNTTドコモのエリアに準ずる。